# Islandsk købmand
Endnu i 1800-tallet forstod man ved en islandsk købmand ikke en købmand af islandsk nationalitet, men derimod en københavnsk købmand (eller grosserer), som drev handel med Island.

## Islandske købmænd
- Hans Nansen den ældre (1598-1667), fra Flensborg
- Jes Christensen fra Nordborg
- Niels Birch (1664-1750)
- Niels Henrichsen, far til historikeren Henrik Hielmstierne (1715-1780)
- Segud Langwagen – Jacob Severins forgænger
- Jacob Severin (1691-1753) fra Sæby
- Christian Due (-1748), familiegravsted i Sankt Nicolai Kirke, vistnok Kbh.
- Hans Mortensen Munch (1698-1760)
- Oluf Mandix, ejede 1757-1768 Gislingegård
- Peder Hulegaard, hørkræmmer og stedfar til Johannes Ewald
- Jens Samuelsen Jahn (1719-) fra Slagelse
- Jacob Sørensen Graahe
- Jakob Nielsen Havsteen (1774-1829)
- Søren Petersen Balle
- Thomas Thomsen (1794-1879), svigerfar til officer Frederik Thorkelin
- Holger Peter Clausen (1779-1825), senere direktør i Københavns Brandforsikring
- Hans Arreboe Clausen (1806-1891), søn af ovenstående [1]
- Frederik Christoph Johansen (1804-1874), far til kunstmaler Viggo Johansen
- Jac. Rasm. Brynich Lefoli (1823-1898), virkede en snes år for ovenstående
- Jacob Andreas Lefoli (1860-), søn af ovenstående
- Jens Andreas Hemmert (1836-1877), enken gift med amtsforvalter Frederik Münter
- Johan Peter Thorkelin Bryde (1831-1910), købmand fra 1854
- Herluf Ingjald Bryde, fra 1905 kompagnon med ovenstående og 1910 eneindehaver
- Erik Arthur Sørensen (1855-1933)